# الأخوة جريم
«الأخوة جريم» (بالإنجيليزية: The Brothers Grimm) هو فيلم خيال ومغامرة أميركي صدر عام 2005 من إخراج تيري جيليام وبطولة مات ديمون وهيث ليدجر ولينا هيدي. يدور الفيلم بصورة خيالية في أوائل القرن التاسع عشر للأخوان جريم الذان يعيشان في ألمانيا الواقعة تحت السيطرة الفرنسية، يتنقلان من قرية إلى أخرى متظاهرين أنهما يحميان أهل القرية من المخلوقات الشريرة عن طريق إلقاء بعض التعاويذ، ولكنهما يواجهان في النهاية لعنة سحرية حقيقية من القصص الخيالية ويتطلب الأمر شجاعة حقيقية لمواجهتها بدل من طرد الأرواح الشريرة المزيف. الشخصيات الداعمة في هذا الفيلم هم بيتر ستورمار وجوناثان برايس ومونيكا بيلوتشي.
في فبراير 2001، باع ايرن كروغر السيناريو إلى شركة الإنتاج ميترو غولدوين ماير، وبعد توظيف غيليام كمخرج أُعيد كتابة النص بواسطة غيليام وطوني غريسوني ولكن كانت الصدمة أن نقابة الكتاب الأميركية لم يشيروا لهما في عملهما أو إعطائهما الفضل بل كان الفضل الكامل لكروغر. انسحبت في النهاية شركة ميترو غولدوين ماير من عملها كموزع لكن ساهمت بتمويل فيلم الأخوان جريم مع شركة الإنتاج ديمنشن فيلمز، كما تولت الأخيرة مهام التوزيع. تم تصوير الفيلم كاملاً في جمهورية التشيك، ولكن بسبب التوترات التي جرت بين المخرج غيليام والأخوين بوب وهارفي وينشتاين تأخر العرض الأصلي للفيلم حوالي عشرة أشهر حتى صدر أخيراً في 26 أغسطس /أب 2005. وكانت مراجعات الأداء متفاوتة مع 105.3 مليون دولار في شباك التذاكر.

## الحبكة
في 1811، اشتهر الأخوان ويل وجايك في ألمانيا المُستعمرة من قبل فرنسا، بصيد الوحوش. وعندما وصلا إلى كارلستات تم تأجيرهما لتخليص البلدة من شبح الساحرة التي أعدموها حرقاً لقيامها بأعمال السحر ورموا عظامها في النهر. في الحقيقة يعمل الأخوان جريم كمحتالان، يستغلان حكايات الأساطير المحلية، بالاشتراك مع الممثلين بونست وهيدليك فيختلقون الخرافات عن الوحوش ومن ثم يتغلبون عليها وينقذون القروين لكسب المال منهم. وأثناء احتفالهم في حانة، قبض الجلاد الإيطالي كافالدي على الأخوين وأحضرهما إلى الجنرال ديلاتومبي القاضي الفرنسي المحلي، فالجنرال كان قد كشف أعمالهما وطلب مقابل العفو عنهما حل لغز اختفاء عدة فتيات من ماربادين، إعتقادً منه أن مشعوذين أمثالها بإمكانهما المساعدة.
وفي ماربادين، قادت صيادة تدعى أنجيليكا الأخوين جريم، وكفالدي، ورجاله إلى برج في الغابة. في تلك الأثناء بدأت أنجيليكا تتذكر القصة التي أخبرها إياها والدها عن ملكة تورينغين بحيث أن منذ زمن بعيد، بنى الملك المسيحي شيلديك الأول مدينة في الغابة، ذبح فيها السكان المحليين الوثنيين؛ وعندما جاء الطاعون الدملي، أغلقت الملكة على نفسها في البرج. وفي هذا الوقت أصاب صياد غامض حصان جاك بلعنة، وعندما عادوا إلى المدينة ابتلع الحصان بوحشية فتاة تدعى السي بالكامل. وفي حين ملاحقتهم للحصان في الغابة تعرض الأخوان جريم وأنجليكا وكافالدي لهجوم من قبل الذئاب _التي تبين فيما بعد أن أحدها يعرف أنجليكا_ ولكن لسوء الحظ قُتل رجال كافالدي على يد الغابة والشجر المتحرك. فيما بعد أخذ كافالدي الأخوين وأنجليكا إلى ديلاتومبي الذي أمر في إعدامهم. وفي حالة من اليأس، أقنع الأخوان ديلاتومبي أن السحر في الغابة هو في الواقع متمردون ألمان.
أرجع ديلاتومبي الأخوان إلى ماربادن وأرسل معهما هيدليك وبونست ولكن كافالدي احتفظ بأنجيليكا كرهينة لضمانة عودتهم وبينما كان جاك يتسلق البرج هرب بونست وهيدليك إلى المدينة. في ذلك الوقت تحولت فتاة تدعى ساشا إلى كعكة زنجبيل بهيئة إنسان مصنوع من تراب وقفزت في بئر. في المقابل، اكتشف جايك في البرج أن الملكة ما زالت على قيد الحياة ولكنها مُحنطة في سريرها بانتظار دماء الفتيات لإستعادة شبابها؛ وفي المرآة يحاول انعكاسها الشاب إغوائه. في المقابل طفا جسد ساشا على سطح المياه تحت البرح في المكان الذي يتحول فيه الصياد إلى ذئب، شاهد ويل ما حصل وحاول إنقاذ ساشا من صياد بعد أن وضعها في أحد النعوش الاثنا عشر المخصصة للفتيات فهاجمه ولكن جايك قفز من أعلى البرج عليه وتمكن الأخوان من الفرار وأخذوا معهم ساشا وهي فاقدة الوعي وفأس الصياد السحري.
أدرك الأخوان حجم العنة، فالملكة كانت تأخذ السحر الأسود من الوثنيين الذين ذبحهم الملك وتستخدمه في إلقاء تعويذة لتمنح لنفسها الخلود ولكن لسوء الحظ حصلت على الحياة الأبدية ولكن لم تُمنح الشباب الدائم، فتعفنت في برجها لقرون عندئذ أرسلت صيادها الذئب لسرقة اثنا عشر فتاة شابة لاستعادة جمالها وكانت ساشا الفتاة الأخيرة أي الاثنا عشر. حاول الأخوان تحذير القروين ولكن في هذا الوقت وصل ديلاتومبي وقواته وأمر بإحراق الغابة إلى جانب الأخوين وذلك بعد أن استجوب بونست وهيدليك وقطع رأسيهما. وبعد أن أشعل الجنود النار في الغابة تمكنت أنجليكا من تخليص ويل وجايك، ولكن الصياد الذي بدا لها كوالدها نتيجة تأثير العنة، أغرقها وبذلك تصبح الضحية الاثنا عشر.
أطفئت الملكة النار بأنفاسها، لتصبح المواجهة بين الأخوين جريم ضد كافالدي وديلاتومبي وخادمه، ولكن كانت المفاجئة أن كافالدي رفض قتل الأخوة فقابل رصاصة من ديلاتومبي. في هذه الأثناء، جايك قتل الخادم بفأس الصياد السحري وواجه ويل الجنرال وقتله بعصا العلم الخاصة بخادمه. تسلق الأخوان قمة البرج ولكن الملكة مارست قوتها وحركت خناجرها المسحورة بشكل أجبرت جيك على طعن ويل، في هذا الوقت كان الصياد يقوم بإعطائها دماء الضحايا الاثنا عشر لشربها وبذلك تستعيد شبابها وجمالها، فيما بعد حررت الملكة الصياد من تعويذتها وجعلت ويل خادمها الجديد بعد أن أعادته للحياة. عندما رأى جايك ما حدث حطم المرآة وتحطمت معها لعنة الملكة وجسدها، وبعد أن استعاد الصياد ذاكرته قرر الإنتقام لأنجيليكا فقفز من أعلى البرج حاملاً معه المرآة وقفز معه ويل لدفاع عن ما تبقى من ملكته ولكن عند هبوطهم كانت المرآة قد تحطمت وبذلك تخلصت البلدة من لعنة الملكة. نجا كافالدي من رصاصة ديلاتومبي، ثم انهار البرج فساهمت مراتب الملكة الكثيرة من إنقاذ جايك ولكنه حزن كثيراً على ما ألمّ بأخيه فأخبره كافالدي أن قبلة حقيقية كفيلة بتخليصهم من تعويذة الملكة. هنا أيقظ جايك أنجيليكا بقبلة حقيقية وتم إحياء الفتيات الاحد عشر ومعهم ويل. وبينما كان القروين يحتفلون، قرر آل جريم اختيار مهنة جديدة ككتابة حكايات خرافية فمن غيرهما يستطيع التأليف.

## طاقم التمثيل
مات ديمون بدور ويل جريم، ويل هو الأخ الأكبر والأكثر جدية مقارنةً بأخيه جايك أكثر ما يهتم به هو كسب المال وتمضية الوقت مع النساء. ويعتبر ويل حاد الطباع مع جايك وغالباً ما يلومه على وفات أختهما ولكنه في في نفس الوقت يحميه ويدافع عنه.
هيث ليدجر بدور جايك غريم، هو الأخ الأصغر والأضعف والأكثر حساسية يهتم بالحكايات الخرافية والمغامرات، ويشعر أن ويل لا يؤمن به.
بيتر ستورمار بدور ميركوريو كافالدي، مساعد ديلاتومبي الإيطالي، يحمل كافالدي في الأصل ضغينة ضد الأخوين ولكن يغير رأيه في النهاية.
لينا هيدي بدور أنجيليكا، يعمل أباها حطاب في الغابة ولكنه يتحول إلى مستئذب نتيجة لعنة الملكة.
جوناثان برايس بدور الجنرال فافاريان ديلاتومبي، قائد عسكري فرنسي غامض، يحاول حرق الغابة وقتل الأخوين.
توماس حناك بدور الصياد.
جوليان بلياتش بدور ليتورك، خادم ديلاتومبي.
مونيكا بيلوتشي بدور إنعكاس الملكة في المرآة.
ماكنزي كروك وريتشارد ريدغنز بدور هيدليك وبونست الثنائي الذان يساعدان الأخوان في أعمالهما، وفي نهاية قطع الجنود الفرنسيين رأسيهما.
روجر أشتون غريفيث بدور العمدة.
أنا روست بدور الأخت.

## الإنتاج
تم كتابة سيناريو ايرين كروجر كسيناريو تخميني، عندئذ اشترته شركة ميترو غولدوين ماير في فبراير 2001 بالإشتراك مع شركة سمت إنترتاينمنت للمساهمة في تمويل الفيلم. وفي أكتوبر 2002، دخل تيري غيليام في مفاوضات لإعادة كتابة وإخراج نص كروجر جنباً إلى جنب مع المتعاون توني غريسوني، ولكن كانت المفاجئة أن نقابة الكتاب الأميركية رفضت الإشارة لغيليام وغريسوني على كتابتهما وذهب الفضل الكامل لإيرين كروجر. بعد تعيين غيليام، تم وضع الإنتاج على مسار التنفيذ السريع لتحديد موعد الإصدار المسرحي في نوفمبر2004. عانت شركة ميترو غولدوين ماير من مشاكل في التمويل، دفعتها إلى الانسحاب من العمل كموزع رئيسي وبعد أسابيع عقد بوب واينستين مُمَثلاً شركة ديمنشن فيلمز صفقة مع الشركتين ميترو غولدوين ماير وسمت انترتاينمنت للمشاركة في تمويل الأخوين جريم وأصبح الموزع الرئيسي. كما من المتوقع أن تبلغ ميزانية الفيلم حوالي ال75 مليون دولار وبذلك يكون فيلم الأخوان جريم أغلى فيلم لشركة ديمنشن فيلمز على الإطلاق.

### التمثيل
كان اختيار غيليام الأول لأداء شخصية ويل غريم هو الممثل جوني ديب ولكن المنتج بوب واينستين اعتقد أن جوني لم يكن مشهور إعلامياً بشكل كافي لتأدية الدور. قال ديمون مازحاً بعد اختياره أن واينستين كان يلوم نفسه فبينما كان فيلم الأخوان جريم في طور الإنتاج صدر فيلم قراصنة الكاريبي الذي لاقى نجاحاً باهراً وأصبح للممثل جوني ديب فجأة الورقة السينمائية الرابحة. التقى ليدجر بغيليام في نوفمبر 2002 بعد أن رشحه نيكولا بيكوروني للمخرج. في البداية كانت نية غيليام أن يجمع بين ليدجر وديب كالأخوين جريم، ولكن شاءت الأقدار أن يذهب الدور إلى ديمون مع الإشارة إلى أن ديمون وليدجر كانت أدوارهما متعاكسة إلى أن طلبا تبديل أدوارهما لتصبح على ما هي عليه بالفيلم. بالمقابل، أراد دايمون دائماً العمل تحت إخراج غيليام فهو قد نشأ على حب فيلم غيليام «تايم بانديت» بالأخص طريقة خلقه لهذا العالم العجيب والمقنع في الوقت عينه. اختار غيليام أن يرتدي ديمون أنفاً صناعياً، لكنه استنتج لاحقاً أنه ممكن أن تكون أغلى عملية تجميل أنف على الإطلاق بالإضافة إلى أن واينستين عارض لأن الأنف صناعي سيُشتت جمهور عن وسامة ديمون الأساسية.
أراد غيليام سامنثا مورتن لدور البطولة النسائي ولكن كان للأخوين واينستين رأي آخر بحيث أرادوا ممثلة أكثر جمالاً بشكل ملوف. روبن وليايمز كان مرشحاً لشخصية كافالدي بالأصل ولكنه انسحب ليحل مكانه بيتر ستورمار، أما نيكول كيدمن فاعتذرت عن شخصية الملكة بالمرآة بسبب تضارب مواعيدها.

### التصوير
كان موعد التصوير الأول للفيلم في نيسان سنة 2003 ولكنه تأخر إلى حزيران من العام عينه. وبسبب مواجهة عقبات في تمويل الفيلم تم تصويره كاملاً في جمهورية التشيك، فبحسب تصريح مات ديمون «إن تكلفة الفيلم الحقيقية هي 80 مليون دولار ولكنها كانت ستتراوح بين و 120 و140 مليون دولار لو تم تصويره في أميركا». وكانت استديوهات باراندوف في العاصمة براغ مسؤولة عن معظم مشاهد الفيلم التي تتطلب لقطات في غرفة تصوير عازلة للصوت أو ساحات تصوير خارجية. انتهى التصوير المسرحي في استوديو باراندوف في الثالث والعشرين من تشرين الأول، وبدأ التصوير في قلعة كريفوكلات.
أمّن فيلم الأخوان جريم مئات فرص العمل وساهم بأكثر من ٣٠٠ مليون دولار في اقتصاد جمهورية التشيك. من جهة أخرى،  عين غيليام غاي هيندريكس دايس كمصمم إنتاج بعد أن أعجب بعمله في فيلم اكس2 . في ذلك الحين، حصل الكثير من الخلافات بين غيليام والمنتجيّن التنفيذيين بوب وهارافي واينستيين، وفي خلال عملية الإنتاج طرد الأخوان واينستيين المصور السينمائي ومساعد غيليام المواظب نيكولا بيكوريني بعد 6 اسابيع وعيّنا مكانه نيوتن توماس سيجال. كان تيري يستشيط غاضباً من نظام الأخوين واينستيين وعبّر بإستياء: "أنا معتاد على تجاهل مدراء الاستديو ولكن الأخوين واينستيين استخفا بي. ساهمت هذه الخلافات في إيقاف التصوير لقرابة الأسبوعين وعبْر فريق العمل عن ما حدث فقال مات ديمون:" لم امر في موقف كهذا في حياتي" وأضاف في النهاية لا يمكنك أن تفرض تنازلات كبيرة على مخرج ذي رؤية مثله، لأنه إذا حاولت ان تجبره على القيام بما تريد سوف ينزعج بشدة. انتهى الخلاف بين غليام والأخوين في النهاية بعد أن ألقى بوب وينستيين اللوم على الصحافة الصفراء. كان من المقرر انتهاء التصوير في أكتوبر ولكن بسبب المشاكل المختلفة، لم ينتهي حتى السابع والعشرين من نوفمبر.
بسبب الخلافات بين صانع الفيلم والمنتجين خلال فترة الإنتاج صرح غيليام بأن الفيلم لم يكن كما اراده حتى لم يكن كما يريد الأخوان واينستين بل هو نتاج فريقان لم يتفقا جيداً . وأضاف أيضاً أنه فيما يتعلق بإنتاج الأخوين واينستيين لفيلم مارتين سكورسيزي عصابات نيويورك، أقر مارتي بالنفس رأي الذي قلته عن الأخوين واينستين بأنهم يمتصا البهجة من صناعة الأفلام.

### المؤثرات البصرية
اختلف غيليام والأخوان واينستين حول حق التوليف النهائي للفيلم مما أدى إلى تأخير مرحلة ما بعد الإنتاج كثيراً، واستمر هذا الخلاف طويلاً لدرجة أن غيليام كان يملك الوقت الكافي لتصوير فيلم آخر؛ تايدلند. بالمقابل كان لا بد من إنشاء المؤثرات البصرية، ولذلك منح غيليام اللقطات إلى- بيرلس كاميرا- استوديو التأثيرات الذي أسسه في لندن في أواخر السبعينات مع مشرف المؤثرات البصرية كينت هوستن. ولكن الأخير قال أن بيرلس واجهت الكثير من المشاكل مع فيلم الأخوان جريم وأضاف أن المشكلة الرئيسية كانت أن عدد المؤثرات البصرية زادت كثيراً، بحيث أنشأ قسم الفن ديكورين لغرفة الملكة داخل البرج، الديكور الأول كان جديد وفاخر أما الثاني فقديم بالي. تم ربط الديكورين ببعضها البعض بواسطة المرآة المركزية، وهي قطعة من الزجاج الشفاف تعطي الوهم بأن مجموعة واحدة قد انعكست واستخدمت لخلق التأثير.
ساهم النزاع بين غيليام والأخوين واينستين بإعطاء شركة المؤثرات «بيرلس كاميرا» الوقت الكافي للعمل على فيلم أخر؛ أسطورة زورو. بالعودة إلى اللقطات التي تحتاج مؤثرات كانت بالأصل500 ولكنها زادت إلى 800 لقطة، أما المخلوقات التي تحتاج تحريك بالحاسوب لخلق الخداع البصري فهي: المستذئب والشجر والمخلوق المصنوع من طين وملكة المرآة. كما تعتبر شخصية المستئذب مستوحاة من شخصية مورلوك في فيلم آلة الزمن فعندما درس جون بول دوتشيري رئيس وحدة المؤثرات الرقمية والبصرية الشخصية الكرتونية مورلوك المستحدثة حاسوبياً رأى أنها مزيج جميل بين سلوك الإنسان والحيوان. أما موت شخصية الملكة المرآة في الفيلم فيُعد من أكثر المؤثرات تعقيداً، ففي تسلسل الأحدث تتحول المرأة إلى مئات الشظايا المتحطمة ومع العرض المحوسب، لا يمكن أن يحدث هذا، إلا إذا تحول الحجم ثلاثي الأبعاد للجسم فجأة إلى قطع زجاجية ثنائية الأبعاد. تم حل المشكلة في النهاية بسبب التطورات المفاجئة التي حدثت مع برنامج سوفت إيماج إكس إس آي.

## استقبال
كان موعد إصدار الفيلم في الأساس مستحقاً في نوفمبر 2004، قبل أن يتم تغييره إلى فبراير 2005 ثم 29 يوليو ثم 23 نوفمبر  إلى أن صدر الفيلم أخيراً في 26 أغسطس. ألقى المدير التنفيذي بوب واينستين اللوم في تأخير موعد الإصدار على مخاوف الميزانية وللمساعدة في ترويج لفيلم الأخوان جريم تم عرض إعلان قصير مدته 3 دقائق في مهرجان كان السينمائي عام 2004، بينما عُرض 20 دقيقة من الفيلم في المهرجان بدورته 58 في 2005،  وبهذا تكون شركة الأنتاج ميرامكس أنفقت 30 مليون دولار لترويج للفيلم.

### شباك التذاكر
عُرِض فيلم الأخوان جريم في الولايات المتحدة الأمريكية في 3087 صالة سينما مع ربح يصل إلى حوالي 15,092,079 مليون دولار في الاسبوع الأول من عرضه. أما حصيلة الأرباح فتصل إلى 37,916,267 مليون دولار في الولايات المتحدة بينما 67,4 مليون دولار عالمياً، وبذلك تكون إيرادات الفيلم النهائية $105,316,267. وفي الرابع من سبتمبر عام 2005 تم عرض الأخوان جريم في مهرجان فينيس السينمائي الدولي في دورته 62، منافساً على جائزة الاسد الذهبي ولكنه خسر لصالح فيلم جبل بروكباك بطولة ليدجر أيضاً.

### استقبال النقدي
تلقى الأخوان جريم مراجعات متفاوتة من النقاد، بحيث حصل على نسبة 38% على موقع روتن توميتوز بناء على آراء 182 ناقد وبمتوسط تقييم 5.8/10. ويقول الإجماع النقدي للموقع:«الأخوان جريم فيلم مليء بصور الجميلة، ولكن القصة متكلفة وغير مرضية». وحصل الفيلم على الموقع الإلكتروني ميتاكريتك على متوسط درجات 51 درجة من أصل 100 بناءً على 36 مراجعة، مما يشير إلى مراجعات متوسطة. وبالاستناد إلى الاستفتاء التي قامت به شركة سينما سكور، أعطى الجمهور درجة C ويعتبر مستوى متوسط بين A و F.
وصف روجر إيبرت فيلم الأخوان جريم بأنه "ابتكار غير نموذجي يفتقد للنسق، أشعر كأنني أُطارد نفسي في متاهة من دون ايجاد الحبكة"، ويَعتبر الفيلم كأنه طريقة للبحث عن هدف ولكن في قصة قد لا تهمنا. بينما كتب ستيفن هنتر من صحيفة واشنطن بوست "إن فيلم الأخوان جريم استثنائي ولكنه نوعاً ما مُمل فهم لم يحافظوا على الفاعلية من الأساس، بحيث أنك تبقى تنتظر أن يحصل شيء إلى أن يثار حنقك إلى أعماق عقلك من كثرة الزخرفة ذات التصميم المعقد في الفيلم. أما مايك لاسال من صحيفة سان فرانسيسكو كرونيل فشعر أنه على الرغم من انتقاء الممثلين المناسبين لكل دور إلا أن طاقم العمل ككل منفر، فويل وجايك شابان في الغابة تُحيط بهم الحيوانات المحركة بالحاسوب دفع المشاهدين لنوم في كل أنحاء أميركا. من ناحية أخرى، كتب بيتر ترافيرس في مجلة رولينج ستون "استمتعت بفيلم الأخوين جريم إلى حد كبير وأوضح أنه إذا كنت مثلي مدمناً على أفلام غيليام فسوف تتماشى مع الوضع، حتى حين يفقد نص قوة تماسكه ويفقد غيليام السيطرة ستلتصق صور الفيلم في رأسك". وأخيراً وصفت جين سيمور من نيوزدي الفيلم بأنه "تركيبة رائعة من الخيال الجرماني والكوميديا السوداء مونتي بايثون".

### وسائل إعلانية
تمتلك شركة براماونت هوم انترتاينمنت عبر ميراماكس حقوق الفيديوهات المنزلية، بينما تحمل ميترو غولدوين ماير حقوق التلفزيون. صدر دي في دي فيلم الأخوان جريم في 20 كانون الأول 2005 يتضمن تعليقاً صوتياً لغيليام مصنوع من المشاهد القصيرة المحذوفة. صدر الفيلم الأول مرة قرص البلو راي في تشرين الأول2006، بينما صدر قرص دي في دي وقرص البلو راي بواسطة ليونسغايت هوم إنترتاينمنت وبموجب ترخيص من ميراماكس.

### الميراث
كان الفيلم بمثابة إلهام لسلسلة المانغا صاحب التعاويذ الأزرق.